# 南勢埔 (彰化縣)
南勢埔 ，是臺灣彰化縣埔鹽鄉的一個傳統地域名稱，位於該鄉中部偏西南。相較於今日行政區，其範圍大致與南新村相近。

## 歷史
台灣清治末期至日治初期，南勢埔地區為一街庄，稱為「南勢埔庄」，隸屬於馬芝堡。該庄北與瓦磘庄為鄰，東與埔鹽庄、崙仔腳庄、頂藔庄為鄰，南邊及西邊南段為三省庄，西邊北段為浸水庄，西北邊一小段與牛埔厝庄為界。
1901年（日治明治三十四年）11月，該庄隸屬於彰化廳。1909年（明治四十二年）10月，改隸屬於臺中廳。1920年（大正九年），該庄改制為「南勢埔」大字，隸屬於臺中州員林郡埔鹽庄。
戰後埔鹽庄改制為埔鹽鄉，隸屬於彰化縣，大字亦改制為村。

## 交通
縣道135號（員鹿路一段）是和美至溪湖的道路，大致以北北西－南南東走向經過本地區東北部邊界地帶，往北可前往鹿港、頂番婆、和美，往南可前往埔鹽市區西郊、溪湖。